# William Finnemann
William (Wilhelm) Finnemann SVD (ur. 18 grudnia 1882 w Soest; zm. 26 października 1942 niedaleko Batangas) – niemiecki werbista, sługa Boży Kościoła katolickiego.

## Życiorys
William Finnemann urodził się 18 grudnia 1882 roku. Był kapłanem Towarzystwa Słowa Bożego, a także wikariuszem apostolskim Calapan. Od 1929 był biskupem tytularnym Sory. W czasie II wojny światowej, w dniu 26 października 1942 roku został wrzucony do morza i utonął. W dniu 7 grudnia 1999 roku rozpoczął się jego proces beatyfikacyjny.